# Hutspot

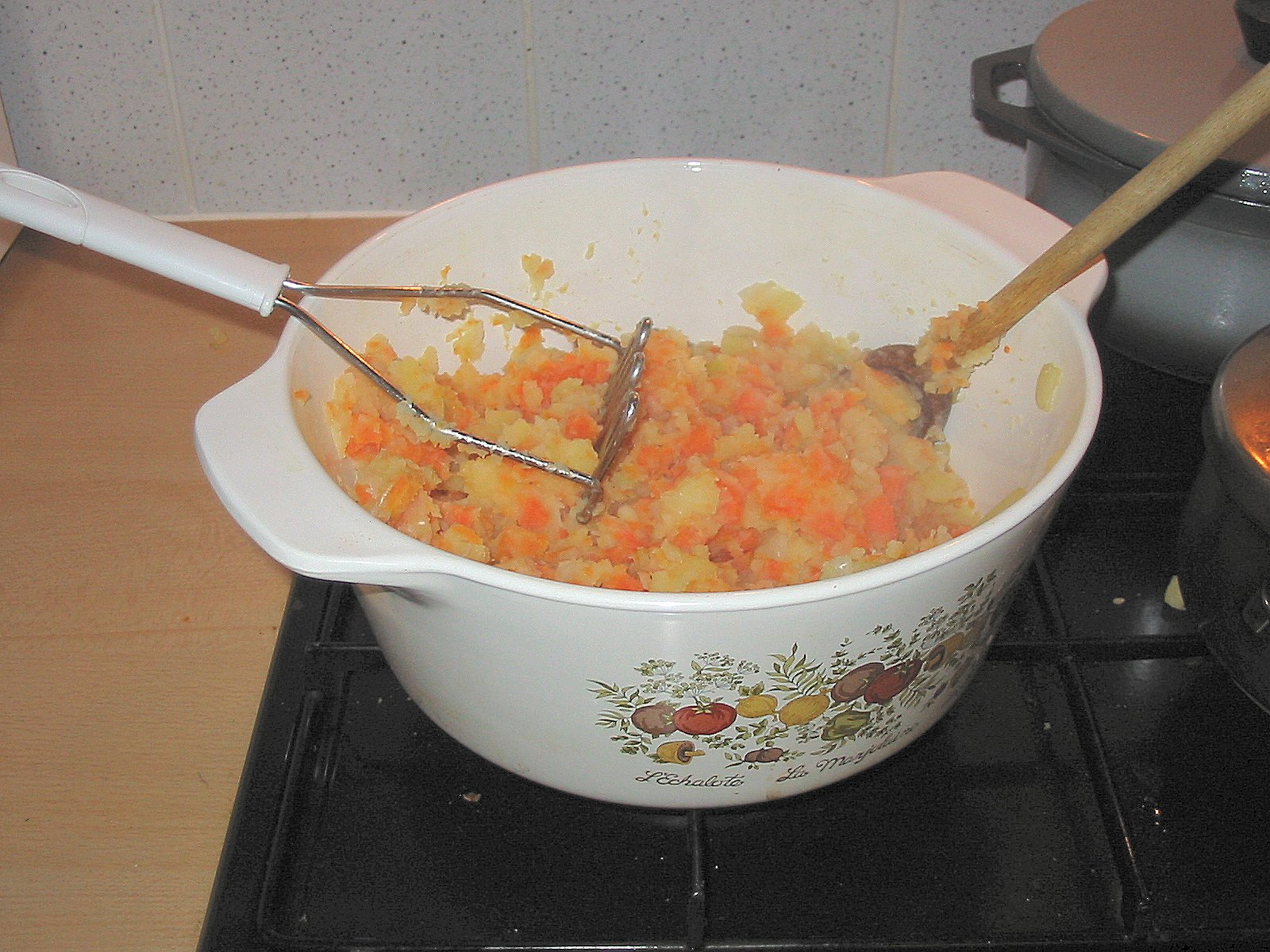
Hutspot

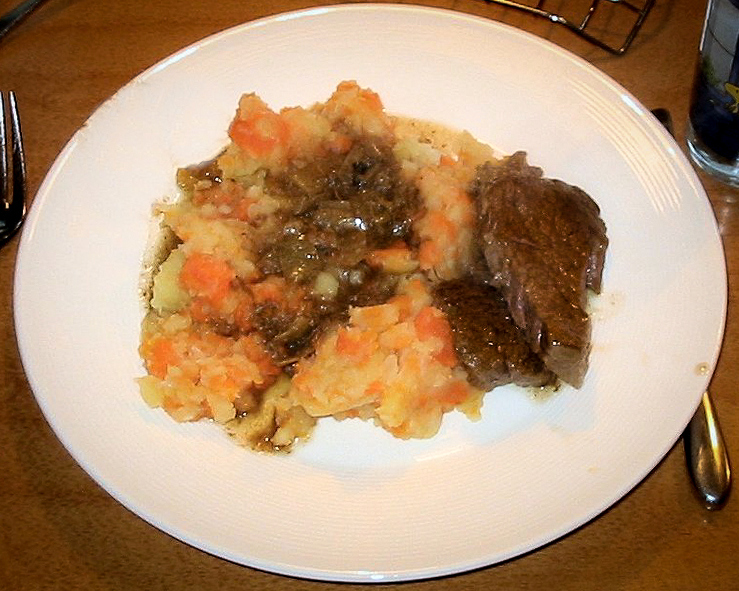
Hutspot podany z duszonymi kawałkami mięsa i polany sosem jus

Hutspot – tradycyjna potrawa kuchni holenderskiej, na którą współcześnie składają się ugotowane do miękkości ziemniaki, marchew i cebula wymieszane i utłuczone ze sobą na niejednorodną masę.
Jest przykładem tzw. stamppotu, z marchwi i cebuli. Prosta i w miarę szybka do wykonania potrawa.
Dawniej przygotowywana w jednym garnku z ziemniaków lub pasternaku, kiedyś serwowano do niej chleb – stanowi przykład ciepłego jedzenia, które gościło po południu na stołach ubogich ludzi jako danie główne.
Obecnie jest spożywana na gorąco, najchętniej jesienią i zimą.
Tradycyjnie serwuje się do niej gotowaną wołowinę pokrojoną na spore kawałki (j. nid. hutspot met klapstuk). Może być też podawana z duszonym mięsem wołowym, kiełbasą rookworst, usmażonym boczkiem albo pokrojonym w kostkę żółtym serem zamiast mięsa.

## Nazwa
Etymologia hutspot: j. nid. hutsen/husselen w wyrażeniu alles door elkaar husselen – wymieszać wszystko ze sobą i pot w wyrażeniu in een pot bereid – przygotowany w jednym garnku.
Nazwa hutspot pochodzi od słowa husselpot, którym nazwano potrawę na bazie pasternaku, znalezioną przez Holendrów w 1574 w obozie wojskowym opuszczonym przez Hiszpanów, którzy wycofali się ze swoich pozycji podczas oblężenia Lejdy.
W przenośni słowo hutspot znaczy także „chaos, bałagan, nieporządek; powrzucać razem różne rodzaje odmiennych spraw”. Synonimem wyrazu hutspot jest określenie wortelstamp/penenstamp, czyli stamppotu z marchwi i cebuli, używane na terenie Flandrii.
W potocznym języku polskim można spotkać się z określeniem potrawy jako „garnek-bałagan”.

## Podstawowe składniki
Podstawowe składniki potrawy hutspot:
- ziemniaki lub korzeń pasternaku[16], albo ich kombinacja[16]
- marchew (także młoda marchewka[16])
- cebula
- przyprawy: sól, czarny pieprz, liść laurowy

## Opis potrawy
Umyte i pokrojone na ćwiartki ziemniaki (mogą być ze skórką), pokrojoną na grube kawałki marchew i surową cebulę w proporcji 2:2:1 wkłada się do garnka z gotującą wodą w kolejności: najpierw ziemniaki, następnie marchew i na wierzchu kładzie się cebulę. Dodaje sól, zmielony czarny pieprz i kilka liści laurowych. Gotuje pod przykrywką do miękkości. Nadmiar wody odcedza się do naczynia, wyjmuje liście laurowe i całość tłucze specjalnym tłuczkiem, pozostawiając nieutłuczone kawałki, aby masa miała grudkowatą konsystencję. Następnie dodaje się mleko i masło, po czym miesza. W razie potrzeby dodaje się część wywaru z gotowania, aby uzyskać pożądaną konsystencję.
Tradycyjnie do potrawy podaje się ugotowany kawałek mięsa wołowego (tzw. klapstuk – mięso od krótkiego żebra z uboju krowy) pokrojony na spore kawałki. Klapstuk wymaga długiego gotowania (3–4 godziny na małym ogniu) w wodzie z przyprawami (solą i czarnym pieprzem). Mięso wołowe może być gotowane osobno lub razem z warzywami i ziemniakami w jednym garnku (w tym przypadku rozpoczyna się od gotowania mięsa). W przypadku osobnego sporządzania można dodać część wywaru otrzymanego podczas gotowania mięsa do gotowania ziemniaków i warzyw zamiast kostki bulionowej. Pokrojone na kawałki mięso układa się na talerzu i ewentualnie polewa sosem jus lub miesza wszystko razem.
Potrawa może być również serwowana z duszoną wołowiną i polana sosem jus, a nawet połączona z rookworst lub usmażoną kiełbasą.
W przepisach kulinarnych można spotkać także inne proporcje ziemniaków, marchwi i cebuli, np. 6:4:3.

## Rys historyczny
Legenda mówi, że w czasie trwania wojny osiemdziesięcioletniej, podczas oblężenia Lejdy, w nocy z 2 na 3 października 1574 roku chłopiec, który nazywał się  Cornelis Jappenszoon, znalazł jeszcze gorący kociołek z duszonym mięsem i warzywami, pozostawiony przez Hiszpanów, którzy salwowali się ucieczką przed gezami i wodą zalewającą ich pozycje po zniszczeniu grobli. Potrawa, którą nazwano husselpot, bardzo zasmakowała wygłodniałym mieszkańcom Lejdy. W mieście od ponad czterech miesięcy obleganym przez Hiszpanów brakowało jedzenia. Nie wiadomo dokładnie, jakie składniki wchodziły w skład potrawy w kociołku. W owych czasach potrawa musiała być przygotowana na bazie korzeni pasternaku, gdyż ziemniak był jeszcze nieznany. Niemniej jednak odtąd każdego roku 3 października „prawdziwi mieszkańcy” Lejdy jedzą hutspot z ziemniaków, marchwi i cebuli, aby uczcić zakończenie oblężenia miasta.